# Alsek-Gletscher
Der Alsek-Gletscher ist ein 24 km langer Gletscher im Glacier-Bay-Nationalpark im Panhandle von Alaska (USA).

## Geografie
Das Nährgebiet des Gletschers befindet sich nordwestlich von Mount Hay an der Westflanke der Fairweather Range auf einer Höhe von 1200 m. Der im Mittel 1,2 km breite Gletscher strömt in westlicher Richtung zum Alsek Lake, der dessen Gletscherrandsee bildet und vom Alsek River durchflossen wird.

## Gletscherentwicklung
Der Alsek-Gletscher zog sich im 20. Jahrhundert etwa 3,5 km zurück. Dadurch spaltete sich die Eisfront an einem Felsen in zwei Gletscherzungen auf. Die Seefläche des Alsek Lake verdoppelte sich im selben Zeitraum.